# Vale de Figueira (São João da Pesqueira)
Vale de Figueira ist eine Gemeinde (Freguesia) in Portugal mit 356 Einwohnern (Stand 19. April 2021).
Vale de Figueira liegt am Südufer des Douro. Die Gemeinde gehört zum Kreis (município) São João da Pesqueira in der Subregion Douro bzw. dem Distrikt Viseu.
Im Ortsteil Ferradosa überquert eine Eisenbahnbrücke der Linha do Douro den Fluss. In Ferradosa (Strecken-km 142,2) und im Ortsteil Vargelas (Strecken-km 144,7) befinden sich Bahnhöfe dieser Eisenbahnlinie.
Weitere Ortschaften in der Gemeinde sind Vale de Vila, Olas und Sao Xisto.
In Vargelas betreibt das 1692 gegründete Portweinhaus Taylor’s das Weingut Quinta de Vargellas und produziert dort Portweine.
Nachbargemeinden:
- im Norden (nördlich des Douro): União das Freguesias de Lavandeira, Beira Grande e Selores im Município Carrazeda de Ansiães (Distrikt Bragança)
- im Osten: Vila Nova de Foz Côa im Município und Distrikt Guarda
- im Süden: Vilarouco e Pereiros und
- im Westen: São João da Pesqueira e Várzea de Trevões, beide im selben Municipio São João da Pesqueira wie Vale de Figueira.

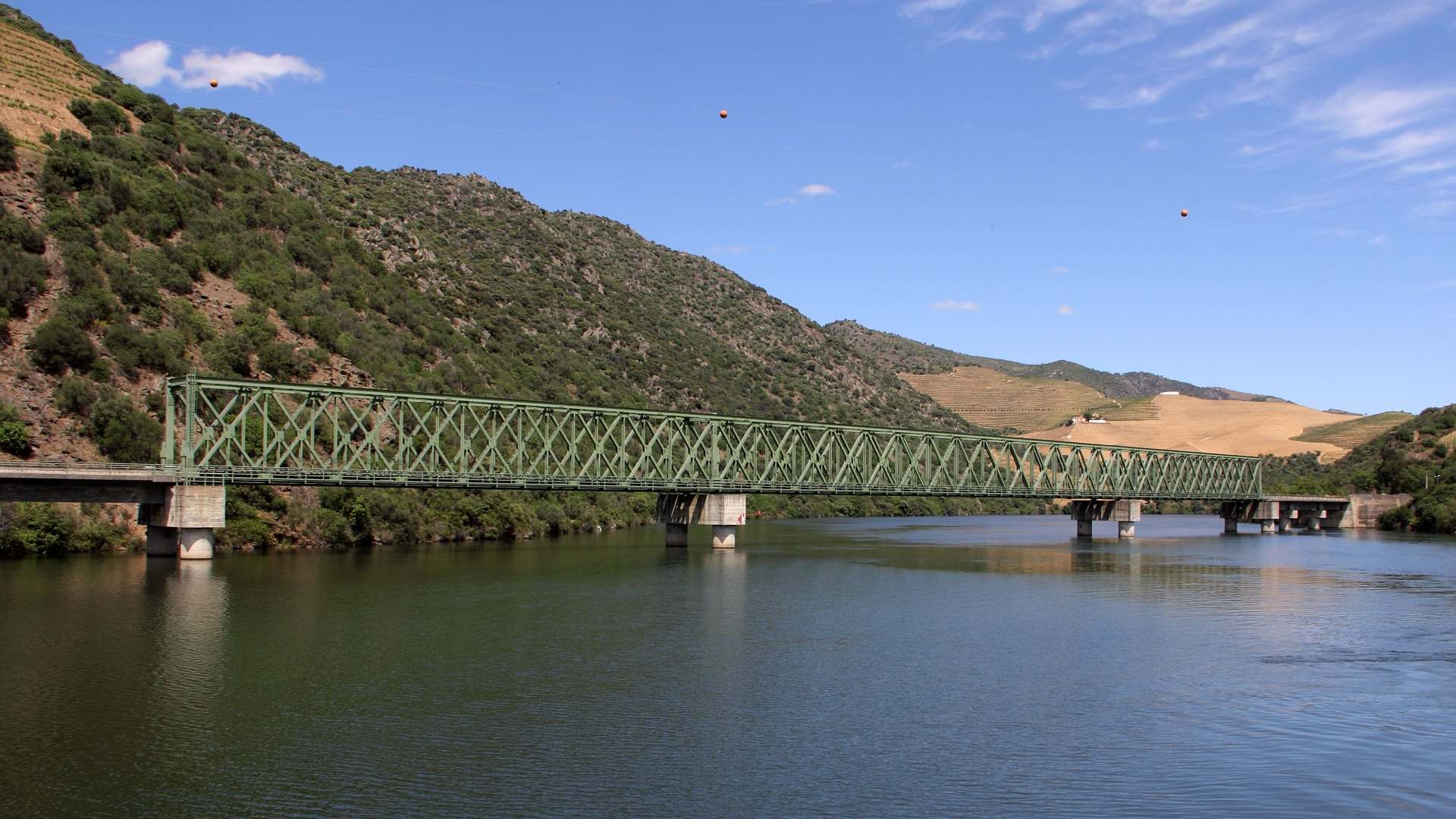
Eisenbahnbrücke bei Ferradosa
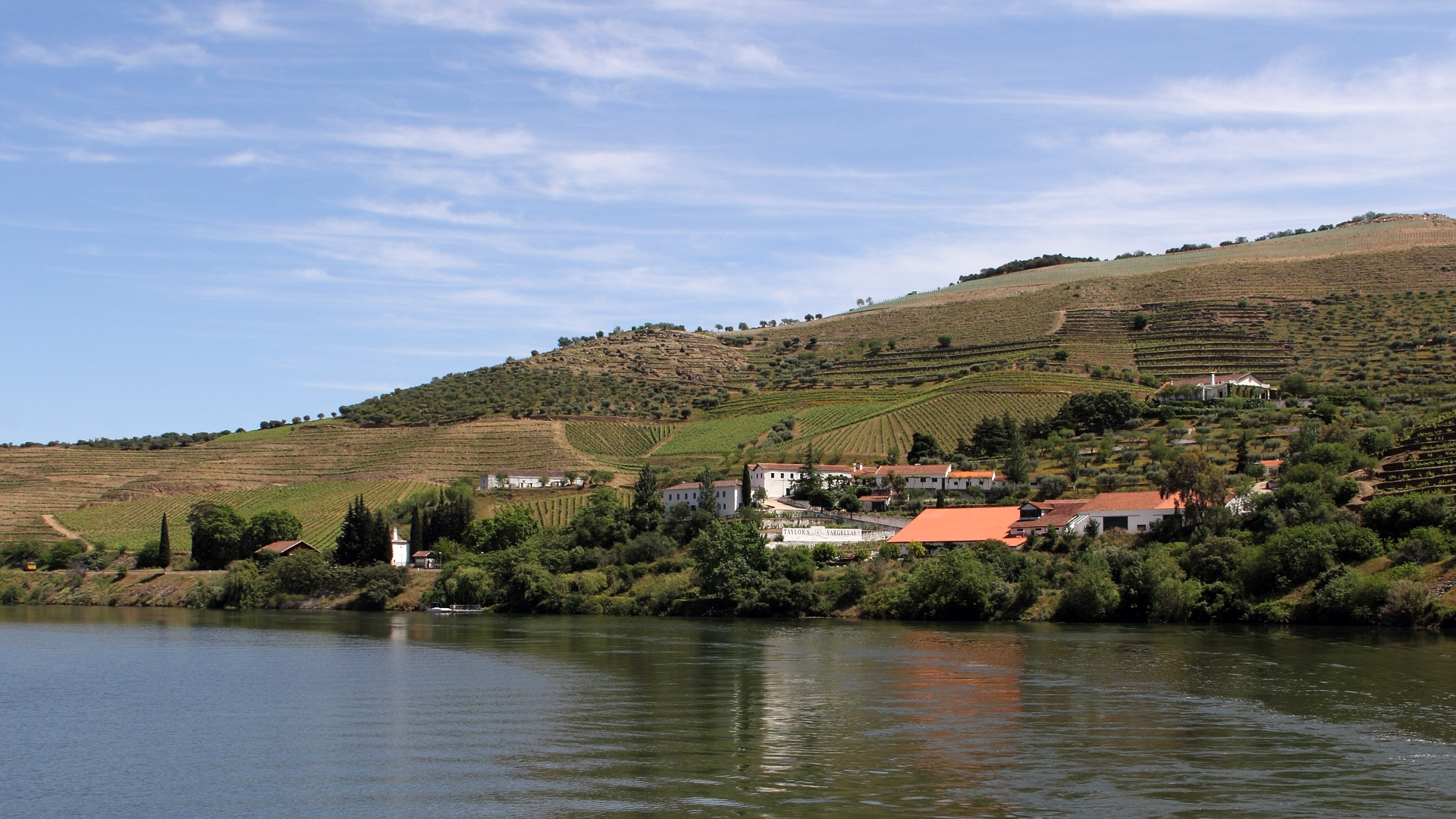
Ortsteil Vargelas